# Niederguineaschwelle
Die Niederguineaschwelle ist ein bis 1575 m hohes kontinentales Hochland südöstlich in Zentralafrika. Sie ist nach der Region Niederguinea benannt und gehört zu den fünf großen afrikanischen Schwellen.

## Lage
Die Schwelle erstreckt sich aus Richtung Norden von Kamerun in Richtung Süden über Äquatorialguinea, Gabun, Cabinda, Republik Kongo und die Demokratische Republik Kongo nach Angola.

## Geographie
Die Niederguineaschwelle ist die südöstliche Fortsetzung der Oberguineaschwelle und die südwestliche der Nordäquatorialschwelle. Zwischen diesen beiden nördlich angrenzenden Schwellen schließt sich das Hochland von Adamaua an. Im Osten geht die Schwelle in das Kongobecken über. Im Südosten schließt sich die nach Osten abknickende Lundaschwelle an und im Süden geht die Schwelle in das Hochland von Bié über. Im Westen schließt sich der Südatlantik an, der dort in den Golf von Guinea und das Angolabecken abfällt.

## Landesnatur
Das hügelig-flachwellige Land an der Atlantik-Küste, das in einigen Teilen Zaire-Tiefland heißt, geht in Richtung Osten in die Westabdachung der Niederguineaschwelle über, die sich auf der anderen Seite sanft in das etwa 300 bis 400 m hohe Zentrum des Kongobeckens absenkt. 
An und auf den teils plateauartigen Höhen der Schwelle und nicht weit von der Küstenlinie entfernt beginnen die tropischen Regenwälder. Von dort oben fließen zahlreiche kleine und große Bachläufe und Flüsse in Richtung Ozean, die sich in das Hochland und in deren Ausläufer eingeschnitten haben. Insbesondere wird dies am Beispiel des zweitgrößten Stroms Afrikas deutlich: Der Kongo, der aus großer Entfernung, aus Richtung Osten und aus dem Kongobecken heranströmt, ergießt sich über zahlreiche Stromschnellen und Wasserfälle (darunter die Livingstonefälle) in einem Durchbruchstal durch die Schwelle.

## Berge, Flüsse und Orte
Von Norden nach Süden gesehen liegen diese Berge, Flüsse und Orte an und auf der Niederguineaschwelle.

### Berge
Die höchste Erhebung der durchschnittlich 500 bis 800 m hohen Schwelle ist: 
- Mont Iboundji (1575 m; Massif du Chaillu, Gabun)

### Größte Flüsse
- Sanaga – etwa die nördliche Schwellenbegrenzung
- Ogowe (Ogooué)
- Ubangi – teilweise die nordöstliche Schwellenbegrenzung
- Sangha
- Kongo
- Cuanza (Kwanza) – etwa die südliche Schwellenbegrenzung

### Städte
- Douala
- Yaoundé
- Libreville
- Port-Gentil
- Brazzaville
- Kinshasa
- Matadi
- Pointe-Noire
- Cabinda
- Luanda